# Психологія підприємництва
Психологія підприємництва — галузь психології, яка вивчає психологічні аспекти підприємницької діяльності. Вона досліджує різні психологічні аспекти підприємницького процесу, такі як мотивація підприємця, прийняття рішень, управління стресом, робота в команді та багато інших. Метою психології підприємництва є розуміння та підтримка підприємців у їхній професійній діяльності та розвитку бізнесу.